# Procuraduría Federal de la Defensa del Trabajo (México)
La Procuraduría Federal de la Defensa del Trabajo (PROFEDET) es un órgano desconcentrado del gobierno federal de México que forma parte de la Secretaría del Trabajo y Previsión Social. Su objetivo es proteger los derechos de los trabajadores ante las autoridades laborales.

## Titulares de la PROFEDET
- Gobierno de Vicente Fox Quesada
  - Miguel Ángel Gutiérrez Cantu (2000 - 2003)
  - Pablo Muñoz y Rojas (2003 - 2006)
  - Carolina Ortiz Porras (2006)
- Gobierno de Felipe Calderón Hinojosa
  - Joaquín Blanes Casas (2006 - 2010)
  - Rosalinda Vélez Juárez (2010 - 2011)
  - Gustavo Hernández-Vela Kakogui (2011 - 2012)
- Gobierno de Enrique Peña Nieto
  - Luis Rivera Montes de Oca (2012 - 2015)
  - Aurora Cervantes Martínez (2015 - 2017)
  - Víctor Manuel Torres Moreno (2017 -2018)
- Gobierno de Andrés Manuel López Obrador
  - Emilio Zacarías Gálvez (2019 - 2020)
  - Carolina Ortíz Porras (2020 - 2022)
  - Selene Cruz Alcalá (2022 - 2024)
- Gobierno de Claudia Sheinbaum Pardo
  - Plácido Morales Vázquez (2024 - presente)